# Lúka
Lúka (węg. Vágluka) – wieś (obec) w powiecie Nowe Miasto nad Wagiem, w kraju trenczyńskim, w zachodniej Słowacji, o populacji około 666 mieszkańców (dane z 2016).

## Historia

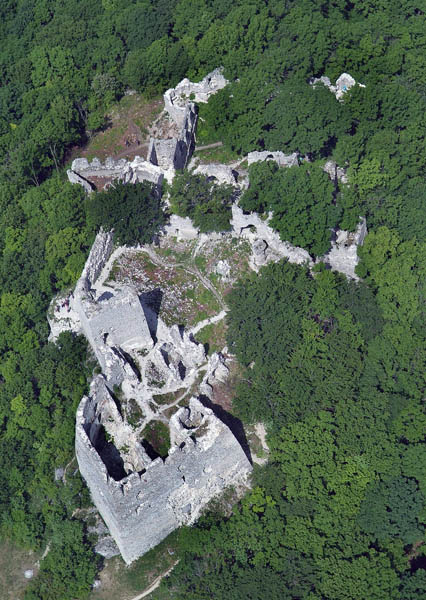
Widok z góry na ruiny zamku Tematín leżącego w katastrze wsi

W dokumentach historycznych wieś wzmiankowana po raz pierwszy w 1246. Należała do majątku mającego swą siedzibę na pobliskim zamku Tematín.
We wsi znajduje się zabytkowy kościół wybudowany w 1676 oraz kaplica św. Marii Magdaleny z XVIII w. W 2006 został zbudowany nowy kościół rzymskokatolicki pod wezwaniem Matki Boskiej Bolesnej.

## Geografia
Centrum wsi leży na wysokości 198 m n.p.m. Gmina zajmuje powierzchnię 17,407 km².